# Кварантотти, Джованни Баттиста
Джованни Баттиста Кварантотти (итал. Giovanni Battista Quarantotti; 27 сентября 1733, Рим, Папская область — 15 сентября 1820, Рим, Папская область) — итальянский куриальный кардинал. Секретарь Священной Конгрегации Пропаганды Веры с 11 августа 1800 по 8 марта 1816. Префект Верховного Трибунала Апостольской Сигнатуры милости с 10 мая 1820 по 15 сентября 1820. Кардинал in pectore с 8 марта по 22 июля 1816. Кардинал-священник с 22 июля 1816, с титулом церкви Санта-Мария-ин-Арачели с 23 сентября 1816 по 15 сентября 1820.